# Арколола
«Арколола» (англ. Walkabout, «обход, прогулка») — роман австралийского писателя Дональда Пэйна, опубликованный под псевдонимом «Джеймс Вэнс Маршалл (англ.)» в 1959 году. Повествует о двух белых детях, сестре и брате, которые после авиакатастрофы остаются одни в австралийской пустыне и спасаются благодаря случайной встрече с юношей-аборигеном. Исходным названием романа было «Дети» (англ. The Children). Роман получил известность, став основой сценария фильма Николаса Роуга «Обход» 1971 года.
В сокращённом переводе на русский язык роман (обозначенный как повесть) публиковался в журнале «Костёр» № 3 и № 4 за 1976 год в переводе Н. Брусничкиной и Л. Глыбина.

## Сюжет

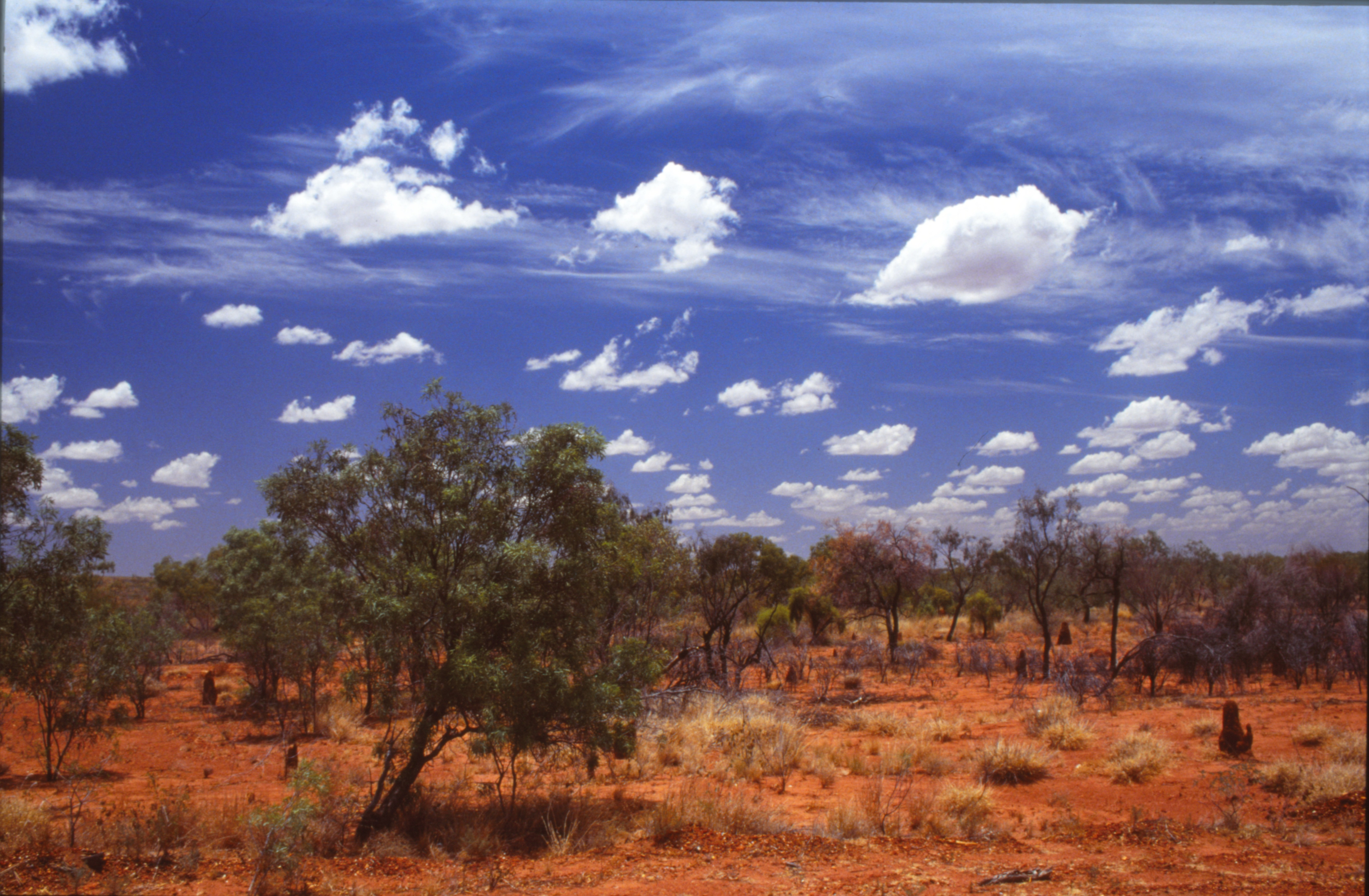
Австралийский аутбэк

Двое белых американских детей, тринадцатилетняя Мэри и её брат, восьмилетний Питер, остаются единственными выжившими после крушения самолёта над австралийской пустыней. Их мучит жажда, у них нет еды, и они не знают, как дойти до Аделаиды, куда они летели к своему дяде. Скитаясь по бушу, на третий день дети встречают юношу-аборигена, примерно того же возраста, что и Мэри, абсолютно голого. Он впервые видит белых людей, и с удивлением и интересом осматривает их, после чего уходит. Мэри, воспитанная в обстановке расового неравенства, не может преодолеть в себе отторжение от общения с человеком другого цвета кожи, к тому же противоположного пола и без одежды. Однако Питер, пока ещё свободный от этих предрассудков, смело бежит за аборигеном, прося его помочь им и знаками показывая, что им нужна еда и воды. Абориген понимает, что дети заблудились и полностью беспомощны. Сам он находится в пустыне один, далеко от своего племени, проходя обряд «обхода» — многомесячного путешествия, в ходе которого юноша должен показать, что он способен выживать один и готов к взрослой жизни.

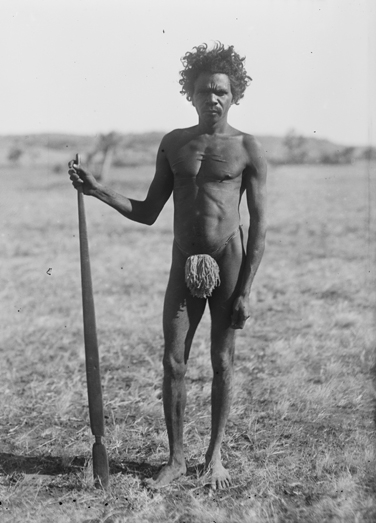
Австралийский абориген

Трое детей начинают свой путь по пустыне от одного источника воды к другому. Абориген добывает пищу, и Питер учится у него, наблюдая и повторяя его действия. Мэри же держится в стороне, всё ещё испытывая страх к юноше. Когда он пытается приблизиться к ней, то видит, что она чего-то боится: единственное объяснение этому, которое приходит в голову юноше, состоит в том, что девушка видит рядом с ним Дух Смерти, а это значит, что он уже обречён и скоро умрёт. В один из дней становится понятно, что Питер, до этого не раз чихавший, заболел гриппом. Он скоро выздоравливает, но симптомы гриппа теперь видны у юноши-аборигена, который сталкивается с этой болезнью впервые. Ослабев, он ведёт детей дальше, однако на следующий день умирает, объясняя перед этим Питеру, как идти дальше.
Мэри и Питер хоронят юношу и продолжают путь. Через несколько дней они выходят в плодородную долину, однако и там не встречают людей. На скалах они рисуют глиной, при этом Мэри изображает дом. Вскоре на другом берегу озера дети замечают семью аборигенов — мужчину, женщину и двоих детей, — которые приплывают к ним. Пока Питер и мальчик-абориген играют с собакой, мужчина замечает рисунок дома и понимает, что дети заблудились. Знаками он объясняет, как выйти к ближайшим поселениям белых. Питер, произнося слово «Курура» («Пойдём»), которое говорил им юноша-абориген, ведёт сестру дальше.

## Отзывы
Литературный критик и культуролог Ли Сигел назвал роман «частично сказкой, частично притчей» (англ. part fairy tale, part moral parable), в которой дети, отчуждённые от «базовый реалий жизни», встречаются лицом к лицу с тем, что в их обычной жизни всегда оставалось скрытым, — с фактом смертности человека. Их путешествие по пустыне в большей степени является духовным переживанием: детям предстоит уйти от своего «падшего», цивилизованного состояния и пережить своеобразное духовное возрождение. И хотя в описании австралийских обычаев Маршалл не всегда точен, в основе своей его книга посвящена необходимости заботиться о ближнем, что является одной из главных тем великой детской литературы.
Анисс Гросс отмечает, что роман заставляет вспомнить такие произведения, как «Робинзон Крузо», «Повелитель мух» и «Ураган над Ямайкой». Она также пишет о том, что для книжки объёмом 120 страниц роман очень нагружен символикой.
Как Анисс Гросс, так и Ли Сигел усматривают ряд библейских мотивов в романе. Так, юноша-абориген учит Питера, как ловить рыбу (ср. ловлю рыбы на Генисаретском озере). Кроме того, неслучайным кажется сам выбор имён Питера (Петра) и Мэри (Марии). Главным же новозаветным образом является собственно жертвенная фигура аборигена, которая может ассоциироваться с Христом. Юноше предстоит побороть главное искушение — оставить девочку и мальчика одних, чтобы выжить самому, — однако он предпочитает остаться с ними, понимая, что иначе они умрут. Так безымянный австралиец выступает в виде духа любви.
Умирая, абориген кладёт голову на колени Мэри, что напоминает сцену оплакивания Девой Марией умершего Христа. Именно смерть юноши преображает Мэри, позволяя ей преодолеть свой страх и вести себя естественно. Молодой абориген символизирует собой то «первородное» место (англ. neo-natal, primal place), в которое возвращаются Мэри и Питер и от которого они были отделены все предшествующие годы «цивилизацией».

## Экранизация
В 1971 году вышел фильм Николаса Роуга «Обход», снятый по мотивам романа. Многие детали в фильме изменены: так, Мэри и Питер в фильме являются австралийцами, а в пустыню их привозит отец, затем кончающий с собой; в конце фильма юноша-абориген не умирает от гриппа, а также совершает самоубийство после исполнения ритуального танца, обращённого к Мэри; добавлены сцены с другими белыми людьми, а также сцена несколько лет спустя, когда Мэри уже замужем. По словам Ли Сигела, некоторым романам суждено стать литературной классикой только после экранизации, и с книгой Маршалла произошло то же самое — она стала широко известна после выхода фильма, хотя её прочло не так много народу. При этом, по мнению критика, «фильм настолько резко отличается от чудесной притчи Маршалла, что напоминает карикатуру» (англ. the movie is so strikingly different from Marshall’s lovely parable as to verge on travesty). На соотношение книги и фильма имеется, однако, и противоположное мнение: так, Энтони Бойл называет роман «несуразным и нечестным» (англ. awkward and dishonest), отмечая, что повествователь в ней слишком доминирует над персонажами, навязывая свою философию, абориген выступает как очередной воплощение Благородного дикаря у Руссо, а уровень мизонинии зашкаливает; в то же время, Роуг сместил все акценты в более правильную сторону.